# Vincenzo
Vincenzo  è un nome proprio di persona italiano maschile.

## Varianti
- Maschili: Vicenzo[3]
  - Alterati: Vincenzino, Vicenzino[3]
  - Ipocoristici: Enzo[2][4], Venzo[3][4], Cencio, Cenzo[3][4], Censo[3], Cenzino[3], Censino[3]
- Femminili: Vincenza[1][3][4][6], Vicenza[3]
  - Alterati: Vincenzina[1][3][6], Vincenzella[3]
  - Ipocoristici: Cenza, Cenzina, Censina, Vinca[3]

### Varianti in altre lingue
- Asturiano: Vicenti[7]
- Basco: Bikendi[2], Bixente[5], Bingen, Bixintxo[7]
- Catalano: Vicenç, Vicent[2][7]
- Ceco: Vincenc[2][5]
  - Ipocoristici: Čeněk[2]
- Croato: Vinko[2]
  - Femminili: Vinka[6]
- Danese: Vincent[2]
- Francese: Vincent[2][4][5][8]
  - Femminili: Vincente[6]
- Galiziano: Vicenzo[7]
- Inglese: Vincent[2][4][5][8]
  - Ipocoristici: Vin, Vince, Vinnie, Vinny[2][5]
- Irlandese: Uinseann[2]
- Latino: Vincentius[1][2][3][4][5][8]
- Ligure: Vinçenso[9]
  - Ipocoristici: Vinçensin, Cê[10]
- Lituano: Vincentas[2]
  - Ipocoristici: Vincas[2]
- Maltese: Ċensu[2]
- Olandese: Vincent[2][5]
- Polacco: Wincenty[2][5]
- Portoghese: Vicente[2]
- Russo: Викентий (Vikentij)[2]
- Sardo: Vissente[2]
  - Femminili: Vissenta[6]
- Serbo: Викентије (Vikentije)[2]
- Slovacco: Vincent[2]
- Sloveno: Vincenc, Vinko[2]
- Spagnolo: Vicente[2][4][5][7]
  - Femminili: Vicenta[6]
- Svedese: Vincent[2]
- Tedesco: Vinzenz, Vinzent[2][4][5]
- Ucraino: Вікентій (Vikentij)[2]
- Ungherese: Vince, Bence[2]

## Origine e diffusione
Deriva da Vincentius, nome tardo latino attestato solo in ambienti cristiani; è tratto dall'aggettivo vincens, vincentis (participio presente del verbo vinco, vincere) e vuol dire "che vince", "che conquista", "vincente", significato analogo a quello dei nomi Vittorio, Niceta e Sanjay. Di chiaro valore augurale, fu popolare fra i primi cristiani, dove naturalmente faceva riferimento alla vittoria contro il demonio, le tentazioni, il peccato, e via dicendo.
In Italia è uno dei nomi di più vasta popolarità, grazie al culto di numerosissimi santi; negli anni 1970 se ne contavano 519 000 occorrenze, un numero che, pur essendo in gran parte confinato al Sud e alle isole, lo portava all'ottavo posto fra i nomi maschili più frequenti, mentre il femminile era quarantunesimo con 135 000 casi (più 22 000 del diminutivo Vincenzina). Ancora nel 2004 era al trentesimo posto tra i nomi più scelti per i nuovi nati. 
In Inghilterra venne introdotto nel XIII secolo e godette di una buona diffusione durante il Medioevo, per poi essere riportato in voga nei paesi anglofoni solo a partire dall'Ottocento.

## Onomastico

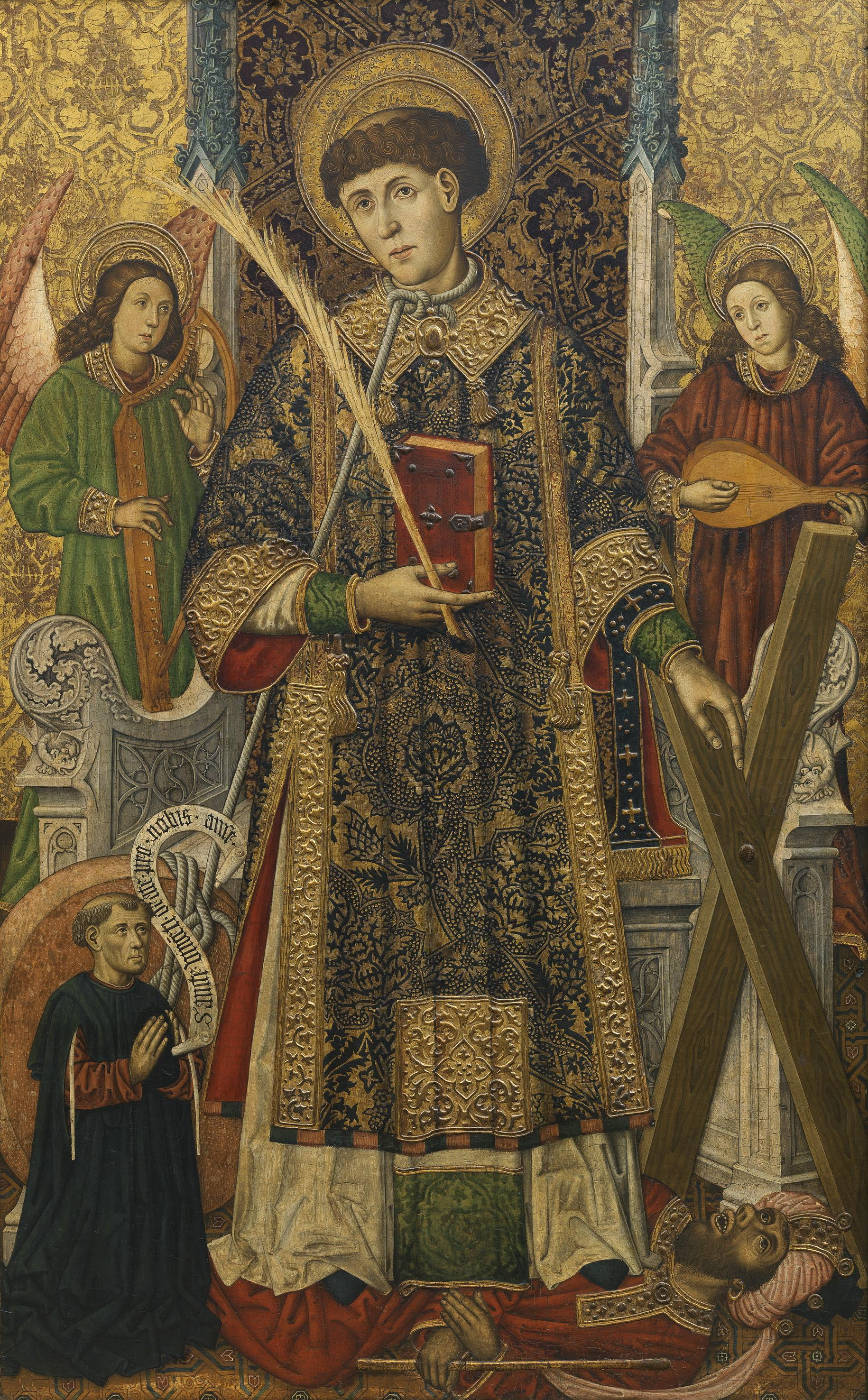
San Vincenzo di Saragozza

Sono molto numerosi i santi e i beati che hanno portato questo nome; l'onomastico viene generalmente festeggiato in memoria di uno dei tre maggiori di essi:
- 22 gennaio, san Vincenzo di Saragozza, diacono e martire
- 5 aprile, san Vincenzo Ferreri, sacerdote e predicatore
- 27 settembre, san Vincenzo de' Paoli, sacerdote e fondatore di diverse congregazioni

Tra gli altri santi si ricordano poi:
- 1º gennaio, san Vincenzo Maria Strambi, vescovo di Macerata e Tolentino
- 22 gennaio, san Vincenzo Pallotti, sacerdote, fondatore della Congregazione e della Società dell'apostolato cattolico
- 24 maggio, san Vincenzo, abate di Lerino
- 6 giugno, san Vincenzo Duong, contadino, martire con altri compagni a Lương Mỹ, nel Tonchino
- 9 giugno, san Vincenzo di Aquitania, martire presso Agen
- 28 giugno, santa Vincenza Gerosa, cofondatrice delle Suore di Maria Bambina
- 30 giugno, san Vincenzo Do Yen, sacerdote domenicano e martire ad Hải Dương (Tonchino) sotto Minh Mạng
- 1º settembre, san Vincenzo, vescovo di Dax e martire
- 11 settembre, san Vincenzo, abate e martire con altri compagni a León
- 29 settembre, san Vincenzo Shiwozuka (o "della Croce"), sacerdote domenicano, martire con altri compagni a Nagasaki
- 7 novembre, san Vincenzo Grossi, sacerdote
- 21 novembre, san Giovanni Vincenzo, arcivescovo di Ravenna ed eremita
- 20 dicembre, san Vincenzo Romano, sacerdote
- 26 dicembre, santa Vicenta María López y Vicuña, fondatrice della congregazione delle Religiose di Maria Immacolata

Tra i beati si annoverano:
- 24 gennaio, beato Wincenty Lewoniuk, martire con altri compagni a Pratulin
- 14 febbraio, beato Vincenzo Vilar David, martire a Valencia
- 8 marzo, beato Vincenzo Kadłubek, vescovo di Cracovia
- 19 marzo, beato Vinçenc Prennushi, arcivescovo di Tirana-Durazzo e martire
- 23 maggio, beato Wincenty Matuszewski, sacerdote e martire con Jozef Kurzawa a Witowo
- 26 luglio, beato Vincenzo Pinilla, sacerdote agostiniano recolletto, martire con Emanuele Martin Sierra a Motril
- 7 agosto, beato Vincenzo dell'Aquila, religioso francescano
- 14 agosto, beato Vincenzo Rubiols Castellò, sacerdote e martire a Picassent
- 18 agosto, beato Vincenzo Maria Izquierdo Alcon, sacerdote e martire a Rafelbunyol
- 30 agosto, beato Vincenzo Cabanes Badenas, sacerdote e martire a Bilbao
- 21 settembre, beato Vincenzo Galbis Girones, padre di famiglia e martire a Benisoda
- 22 settembre, beato Vincenzo Pelufo Corts, sacerdote e martire ad Alzira
- 22 settembre, beato Vincenzo Sicluna Hernandez, sacerdote e martire a Bolbaite
- 23 settembre, beato Vincenzo Ballester Far, sacerdote e martire a Benisa
- 11 novembre, beato Vincenzo Eugenio Bossilkov, vescovo di Nicopoli, martire a Sofia
- 11 novembre, beata Vincenza Maria Poloni, cofondatrice delle Sorelle della misericordia

## Persone

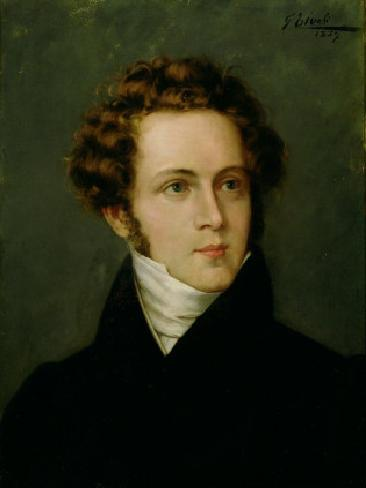
Vincenzo Bellini

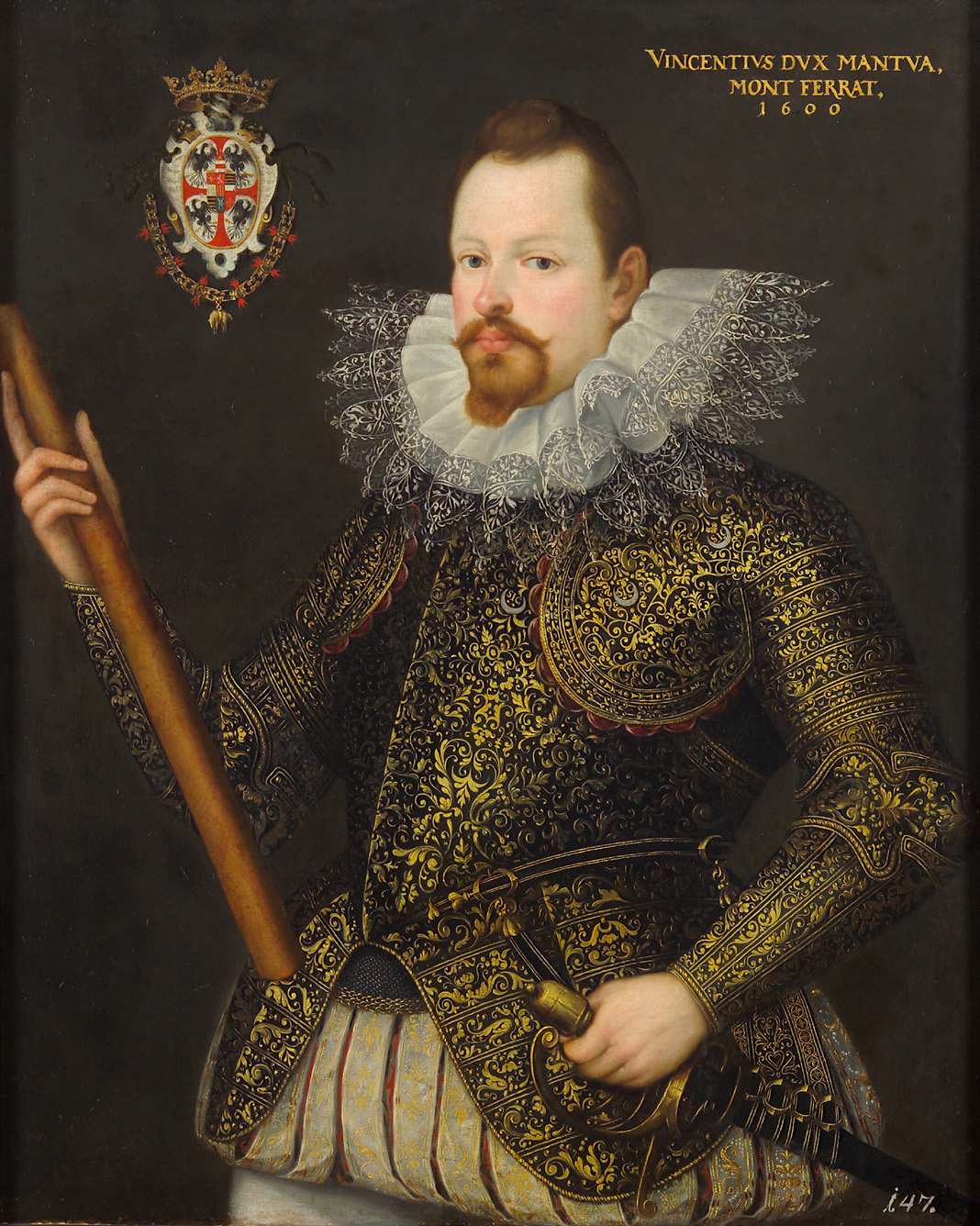
Vincenzo I Gonzaga

- Vincenzo Bellini, compositore italiano
- Vincenzo Cardarelli, poeta, scrittore e giornalista italiano
- Vincenzo Cerami, sceneggiatore, scrittore e drammaturgo italiano
- Vincenzo Consolo, scrittore, giornalista e saggista italiano
- Vincenzo Maria Coronelli, geografo, cartografo, cosmografo ed enciclopedista italiano
- Vincenzo Durazzo, doge della Repubblica di Genova e re di Corsica
- Vincenzo Galilei, compositore, teorico musicale e liutista italiano, padre di Galileo
- Vincenzo Gioberti, presbitero, patriota e filosofo italiano
- Vincenzo Giustiniani, banchiere, collezionista d'arte e intellettuale italiano
- Vincenzo I Gonzaga, duca di Mantova e del Monferrato
- Vincenzo II Gonzaga, duca di Mantova e del Monferrato e cardinale
- Vincenzo Mollica, giornalista, scrittore, disegnatore, autore, conduttore televisivo e radiofonico italiano
- Vincenzo Montella, calciatore e allenatore di calcio italiano
- Vincenzo Monti, poeta, scrittore, drammaturgo e traduttore italiano
- Vincenzo Nibali, ciclista su strada italiano
- Vincenzo Scamozzi, architetto e scenografo italiano
- Vincenzo Vela, scultore e docente svizzero
- Vincenzo Viviani, matematico, astronomo e ingegnere italiano

### Variante Vincent
- Vincent Auriol, politico francese

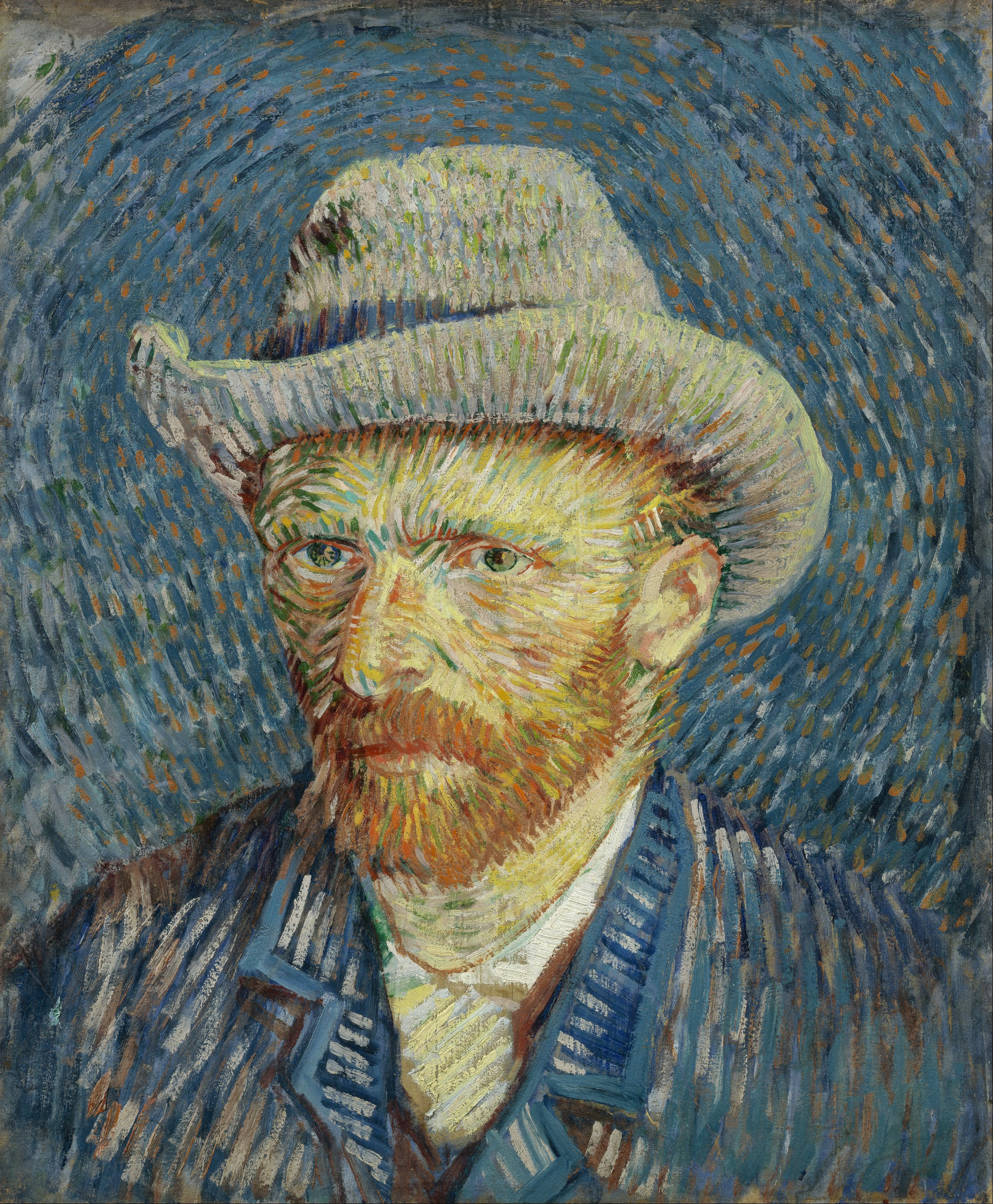
Vincent van Gogh

- Vincent Candela, calciatore francese
- Vincent Cassel, attore, doppiatore e produttore cinematografico francese
- Vincent D'Onofrio, attore, regista e produttore cinematografico statunitense
- Vincent du Vigneaud, biochimico statunitense
- Vincent Gallo, attore, regista e sceneggiatore statunitense
- Vincent Kartheiser, attore statunitense
- Vincent Pérez, attore e regista svizzero
- Vincent Price, attore statunitense
- Vincent Schiavelli, attore, gastronomo e regista teatrale statunitense
- Vincent van Gogh, pittore olandese

### Variante Vicente
- Vicente Aleixandre, poeta spagnolo

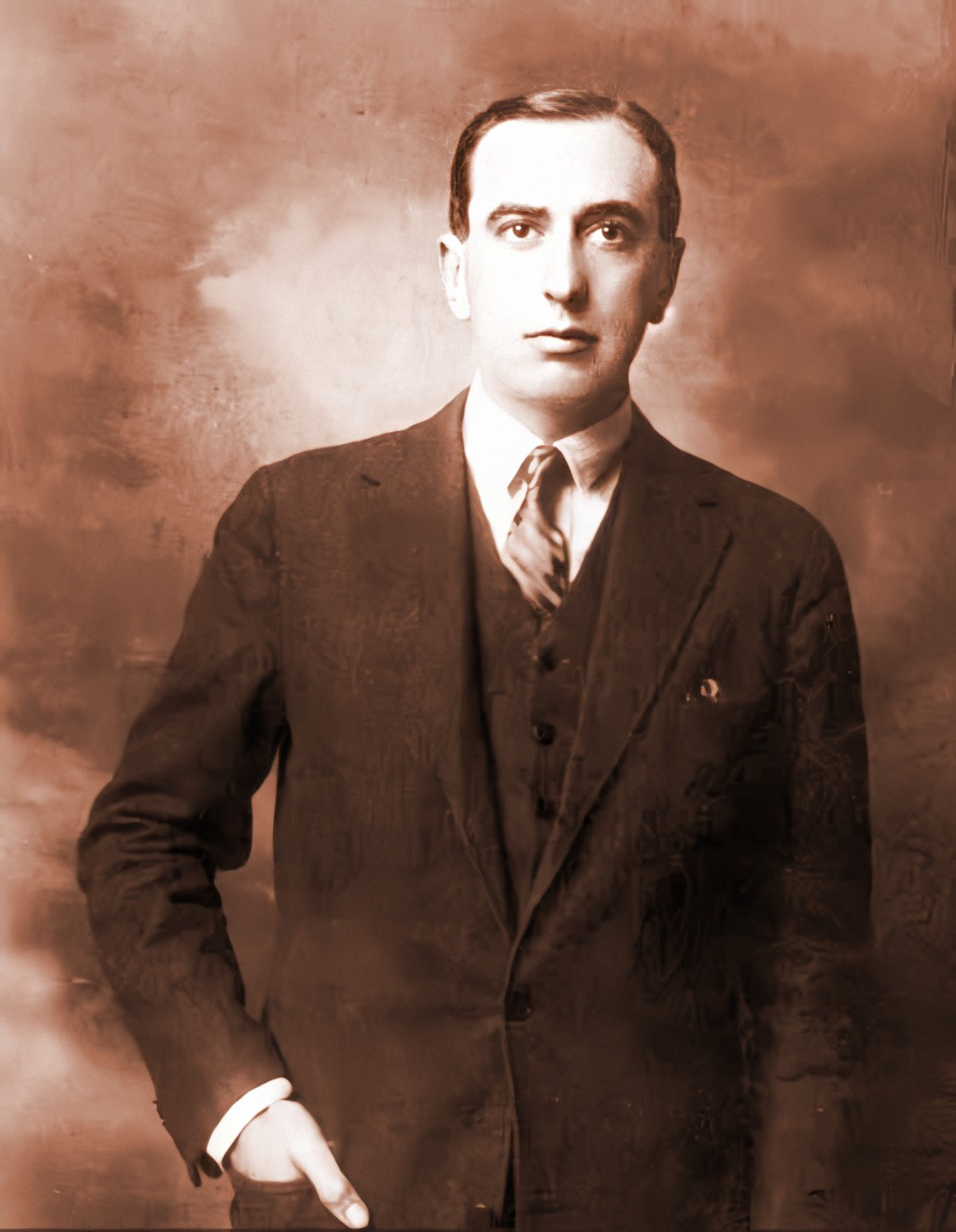
Vicente Huidobro

- Vicente Aranda, regista e sceneggiatore spagnolo
- Vicente Blasco Ibáñez, scrittore, sceneggiatore e regista spagnolo
- Vicente Calderón Pérez-Cavada, imprenditore, banchiere e dirigente sportivo spagnolo
- Vicente del Bosque, calciatore e allenatore di calcio spagnolo
- Vicente Fox, politico messicano
- Vicente Huidobro, poeta cileno

### Variante Vince

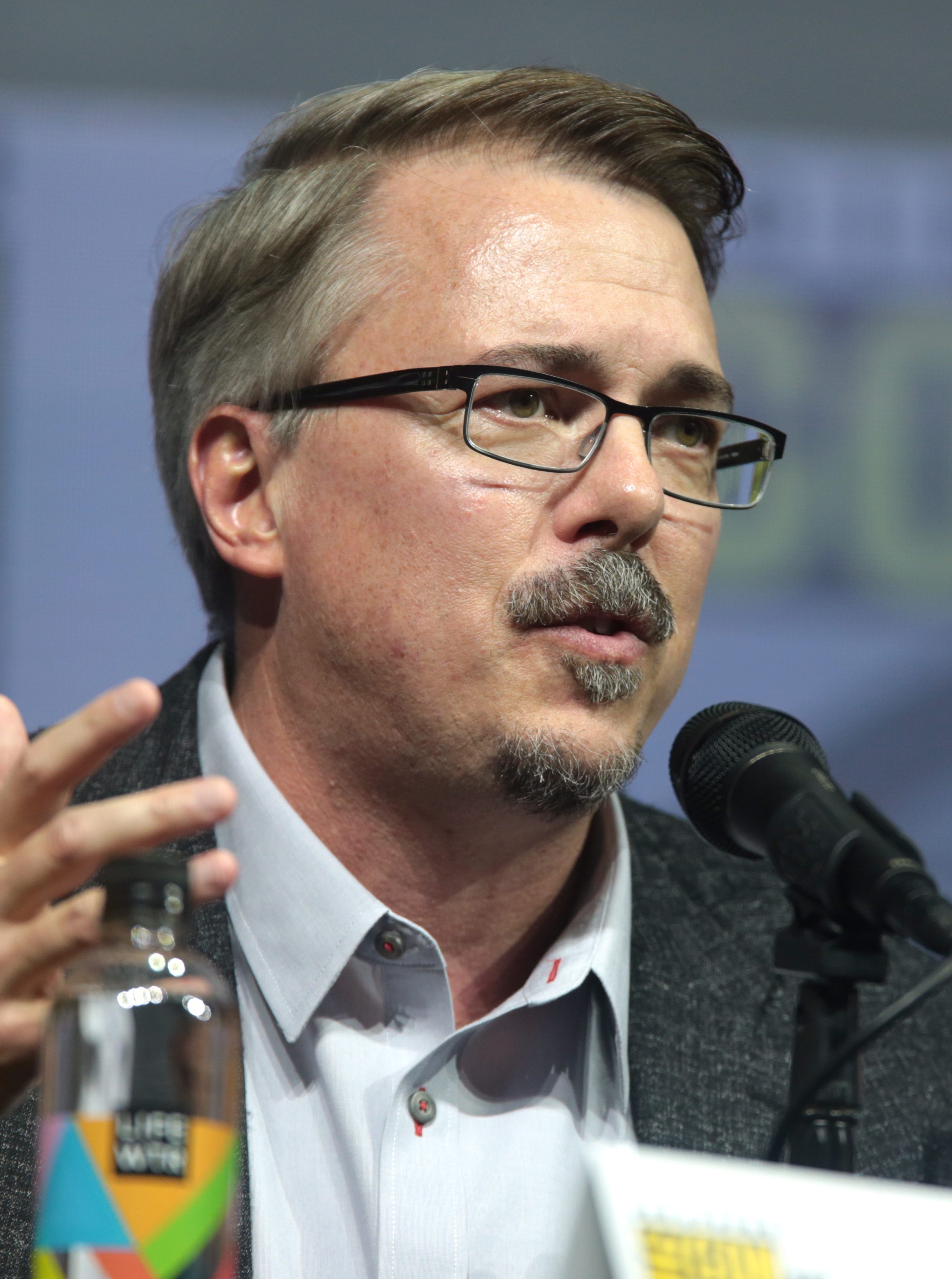
Vince Gilligan

- Vince Carter, cestista statunitense
- Vince Clarke, tastierista e compositore britannico
- Vince Edwards, attore, regista e cantante statunitense
- Vince Gilligan, sceneggiatore, regista e produttore televisivo statunitense
- Vince McMahon, imprenditore, promoter, ex annunciatore ed ex intervistatore statunitense
- Vince Neil, cantante statunitense
- Vince Tempera, tastierista, arrangiatore e paroliere italiano
- Vince Vaughn, attore, sceneggiatore, produttore cinematografico e produttore televisivo statunitense
- Vince Young, giocatore di football americano statunitense

### Altre varianti maschili
- Vinzenz Gasser, vescovo cattolico e teologo austriaco
- Vinzenz Maria Gredler, entomologo, botanico e naturalista austriaco
- Vincente Minnelli, regista statunitense
- Wincenty Franciszek Mirecki, compositore e insegnante polacco
- Vinçenc Prennushi, frate minore francescano e arcivescovo cattolico albanese
- Vinnie Paz, rapper e produttore discografico statunitense
- Wincenty Pol, poeta e geografo polacco

### Variante femminile Vincenza
- Vincenza Bono, politica italiana

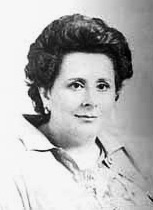
Vincenza Bono

- Vincenza Cacace, showgirl e conduttrice televisiva italiana
- Vincenza Calì, velocista italiana
- Vincenza Gerosa, religiosa italiana
- Vincenza Pasini, contadina italiana, veggente delle apparizioni mariane di Monte Berico
- Vincenza Maria Poloni, religiosa italiana

### Altre varianti femminili
- Vicenta María López y Vicuña, religiosa spagnola
- Vicenta Verdier, donna spagnola vittima di un caso di cronaca nera

## Il nome nelle arti
- Vincenzo è un personaggio dell'opera di William Shakespeare La bisbetica domata.
- Vincenzo La Guardia Gambini è il nome del protagonista del film del 1992 Mio cugino Vincenzo, diretto da Jonathan Lynn.
- Vincenzo Cilli è un personaggio del videogioco Grand Theft Auto: Liberty City Stories.
- Vincenzo De Pretore è il protagonista della commedia di Eduardo De Filippo De Pretore Vincenzo.
- Vincenzo è il nome del protagonista della commedia di Eduardo De Filippo Chi è cchiu' felice 'e me!
- Vincenzo Schiattarelli è un personaggio della commedia di Eduardo De Filippo Uomo e galantuomo
- Nel film con Totò Miseria e nobiltà viene ripetuta con ossessionante meticolosità la frase Vincenzo m'è padre a me ("Vincenzo è mio padre"), facendola diventare quasi un tormentone. Il personaggio che la pronuncia è il piccolo Peppinello, che dopo esser scappato di casa si reca da Vincenzo, che lavora come cameriere presso don Gaetano, per chiedergli un lavoro. Vincenzo presenta il bambino al datore come figlio, e Peppinello, istruito a dovere dal finto padre, da allora non farà altro che ricordare la sua falsa parentela con Vincenzo in ogni occasione.
- Milano e Vincenzo è un brano musicale di Alberto Fortis, tormentone del 1979, dove "Vincenzo" è riferito a Vincenzo Micocci.
- Vincenzo è il nome del protagonista del film del 1983 di Massimo Troisi Scusate il ritardo
- Vincenzo è un drama coreano del 2021.